# Брагинский, Владимир Иосифович
Влади́мир Ио́сифович Браги́нский (11 января 1945 — 2 февраля 2024) — российский и британский востоковед, филолог, один из ведущих мировых специалистов по классической малайской литературе. Доктор филологических наук. Профессор Школы востоковедения и африканистики Лондонского университета.
Научные интересы — теория литературы, сравнительное литературоведение, ислам и суфизм в странах Юго-Восточной Азии.
Переводчик малайской классической и современной индонезийской литературы на русский язык.

## Биография
Родился в Москве 11 января 1945 г. в семье ученого-востоковеда Иосифа Самуиловича Брагинского и историка Хаи Нутовны Дриккер (1904—1993).
После окончания Института восточных языков при МГУ в 1969—1993 гг. работал в Институте востоковедения РАН, в последние годы заведующим сектором Междисциплинарного изучения культур Востока. В 1990—1992 гг. одновременно преподавал в Институте стран Азии и Африки при МГУ. В 1992—1993 гг. — научный сотрудник the Netherlands Institute for Advanced Studies in the Humanities and Social Sciences. Был активным участником Общества «Нусантара».
C 1993 г. — профессор языков и культур Юго-Восточной Азии в Школе востоковедения и африканистики Лондонского университета.

## Семья
Жена, сын и дочь. Жена — востоковед Седа Суреновна Кузнецова, кандидат исторических наук. Брат — физик-теоретик и геофизик Станислав Иосифович Брагинский (род. 1926).

## Участие в научных обществах
- Член редколлегии журналов «Bulletin of SOAS», «Indonesia and the Malay World»
- член Европейской Ассоциации по изучению Юго-Восточной Азии.
- член Королевского Азиатского Общества (Великобритания).
- член Малайского отделения Королевского Азиатского Общества (Куала-Лумпур)
- член «Association Archipel» (Франция).
- член Королевского института лингвистики и антропологии (Нидерланды).

## Сочинения

### Монографии на русском языке
- Эволюция малайского классического стиха. — М. — 1975. (Рец. Б. Б. Парникель — «Народы Азии и Африки», 1977, № 6. С. 222—223).
- История малайской литературы VII—XIX вв. — М. — 1983.[3])	(Рец. Б. Б. Парникель — «Народы Азии и Африки», 1985, № 4. С. 173—180).
- Хамза Фансури. — М. — 1988.
- Проблемы типологии средневековых литератур Востока: Очерки культурологического изучения литературы. — М. — 1991.

### Переводы и издания
- Волшебный жезл. Сказки народов Индонезии и Малайзии. — М. — 1972.
- Сад золотого павлина. Старинная малайская проза. — М. —1975.
- Сказания о доблестных, влюбленных и мудрых. — М.: Наука. —1982.
- Современная индонезийская проза, 70-е гг. — М. — 1988.

### Монографии на английском и других языках
- The system of classical Malay literature. — Leiden. — 1993.[4]
- Tasawuf dan sastera Melayu. Kajian dan teks-teks [Sufism and Malay literature. Studies and texts]. — Jakarta. — 1993.
- Nada-nada Islam di dalam sastera Melayu klasik: analisis beberapa teks sebagai contoh [Islamic notes in classical Malay literature]. — Kuala Lumpur. — 1994.
- Erti keindahan dan keindahan erti dalam kesusasteraan Melayu klasik [The meaning of beauty and the beauty of meaning in classical Malay literature]. — Kuala Lumpur. — 1994.
- Yang indah, berfaedah dan kamal. Sejarah sastra Melayu dalam abad 7-19 [Beautiful, beneficial and perfect. A history of Malay literature in the 7th—19th centuries]. — Jakarta. — 1998.[5]
- Images of Nusantara in Russian Literature. — Leiden. — 1999. / co-authored with E. Diakonova[6][7]
- The comparative study of traditional Asian literatures. — London. — 2004[8]
- Classical civilizations of Southeast Asia: An anthology of articles published in the Bulletin of SOAS. — London—New York. — 2002[9]
- Satukan hangat dan dingin… Kehidupan Hamzah Fansuri: pemikir dan penyair Sufi Melayu [Unite the heat and the cold… The life of Hamzah Fansuri, Malay Sufi thinker and poet]. — Kuala Lumpur. — 2003.
- The heritage of traditional Malay literature: A historical survey of genres, writings and literary views. — Leiden. — 2004.[10][11]
- The portrayal of foreigners in Indonesian and Malay literatures: essays of the ethnic «Other». — Lewiston, Queenston, Lampeter. — 2007. / co-authored with B. Murtagh.[12]
- … And sails the boat downstream; Malay Sufi poems of the boat. — Leiden. — 2007.[13]
- Hikayat Inderaputera (The Tale of Inderaputera). — Kuala Lumpur. — 2007./co-authored with S.W.R. Mulyadi.

### Статьи
- Брагинский В. И. Об одном виде звуковой организации малайских заклинаний // Классическая литература Востока. — М., 1972. — С. 121—134.
- Брагинский В. И. О возможной первоначальной форме малайских устных эпических сказаний, записанных в Пераке // Проблемы восточного стихосложения. — М., 1973. — С. 127—141.
- Брагинский В. И. Об одном примере малайско-яванских литературных связей: («Малайские родословия» и «яванские романы» о Панджи) // Народы Азии и Африки. — 1976. — № 6. — С. 125—134. Рез.англ.
- Брагинский В. И. Шестидесятые годы в малайской поэзии: (Литературно-критические заметки): Поэзия «темных». // Идеологическая борьба и современные литературы зарубежного Востока. — М., 1977. — С. 159—184.
- Брагинский В. И., Болдырева М. А. Описание малайских рукописей в собрании Ленинградского отделения Института восто¬коведения АН СССР // Малайско-индонезийские исследования. — М., 1977. — С. 131—161.
- Брагинский В. И. К проблеме типологической реконструк¬ции средневековых литератур: (На примере древнемалайской лите¬ратуры первых веков н. э. — XIV в.) // Народы Азии и Африки. — 1979. — № 4. — С. 81-93. Рез.англ.
- Брагинский В. И. Учение о воплощении образа в слове в малайской классической литературе // Восточная поэтика. — М., 1983. — С. 61-88.
- Брагинский В. И. Малайские классические повести-аллегории // Теория жанров литератур Востока. — М., 1985. — С. 116—164.